# Вулиця Беднарська (Варшава)
Ву́лиця Бедна́рська (пол. ulica Bednarska) — одна з найстаріших вулиць Варшави, столиці Польщі. Внесена до реєстру пам'яток, що охороняються законом.

## Загальна інформація
Вулиця Беднарська бере початок на Костюшковській Набережній і простягається вверх, на південний захід, до вулиці Краківське Передмістя. Їі довжина складає лише 500 метрів, до 1770 року вона носила іншу назву — Гнойова.

## Сполучення з іншими вулицями
Вулиця Беднарська має з'єднання або перехрестя з вулицями:
- вулиця Костюшковська Набережна (ulica Wybrzeże Kościuszkowskie)
- вулиця Добра (ulica Dobra)
- вулиця Совина (ulica Sowia)
- вулиця Фурманська (ulica Furmańska)
- вулиця Краківське Передмістя (ulica Krakowskie Przedmieście)

## Історія
Спочатку, на місці теперішньої вулиці, був яр з невеликим водотоком, який називався Йордан і впадав у річку Віслу. У XV столітті на його березі були збудовані перші будинки і, з часом, водотік перетворився на каналізацію для місцевих жителів. Вперше від нечистот, товщина шару яких на той час вже сягла 3,5 метрів, вулицю було очищено у 1689 році. Потім нею почали вивозити нечистоти та сміття з міста і через це новоутворена вулиця й отримала назву Гнойова. В середині XVIII століття на Гнойовій почали оселятися бондарі (пол. bednarzy), і приблизно з 1743 року її стали називати Беднарською. Офіційно назву було змінено у 1770 році.
Вже на початку XVII століття на Беднарській почали з'являтися перші заможні резиденції, в середині XVIII століття її було вимощено бруківкою. 1771 року, за проектом відомого архітектора Ефраїма Шрегера, для кармелітів босих, на вулиці було збудовано першу кам'яницю. Вона збереглася у гарному стані й донині (№ 23), щоправда у XIX столітті було зруйновано її аттик із вишуканим оздобленням, тоді будівля вже належала Російському товариству доброчинності.
У 1775 році, Адамом Понінським, Великим підскарбним коронним Речі Посполитої, в кінці вулиці, через Віслу було збудовано понтонний міст (Most Ponińskiego). Міст проіснував до 1794, доки його не було спалено під час повстання Костюшка. Але те місце було зручним для переправ, тож Беднарська залишалася важливою транспортною артерією ще до 1864 року — вулиця втратила своє значення, коли було відкрито Олександрівський міст при вулиці Новий З'язд.
У цей період на Беднарській було збудовано декілька визначних будівель, але збереглися з них не всі. 1775 року, на замовлення каштеляна Яцека Єзерського, на розі з вулицею Доброю, збудовано цегляний палац та лазні, які називалися «Каштелянка» і стали місцем зустрічей з особами легкої поведінки, зруйновані у 1949. 1830 року, на розі з вулицею Совиною, зведено багатоквартирний житловий будинок за проектом архітектора Антоніо Корацці, 1835 — лазні Теодозії Маєвської, за проектом Альфонса Кропивницького. У 40-роках XIX століття, за проектом іншого польського архітектора Якуба Гая, на розі з Краківським Передмістям, для потреб Російського товариства доброчинності, яке вже займало одну будівлю на Беднарській, збудовано великий будинок у стилі неоренесанс. Відомий під назвою Будинок Гая (Dom Gaya), у 1944 він був зруйнований, пізніше, у 1949–1950 рр. відбудований зі змінами, але із збереженням історичних фасадів (№ 28/30). З небагатьох вцілілих кам'яниць — будинок Валушинських (№ 25), збудований 1860 року, в стилі англійської неоготики. Наразі це вже єдина у Варшаві кам'яниця такого стилю. Також у XIX столітті на вулиці Беднарській було збудовано декілька готелів, переважно у неокласичному стилі. Найдорожчим і найелегантнішим з них був готель «Баварський» (Hotel Bawarski), збудований 1840 року, на розі з вулицею Доброю. Він відомий ще й тим, що був місцем зустрічей варшавської богеми. Також був зруйнований 1944 року, відбудований 1949, але із деякими змінами.
Після 1864 року вулиця Беднарська почала занепадати: деякі готелі збідніли, інші перетворилися на борделі або ж закрилися. Чи не єдиним визначним місцем залишилась друкарня Самуеля Оргельбранда, видатного польсько-єврейського видавця та продавця книг, яка з 1 липня 1861 розміщувалася у його власному будинку на Беднарській № 20 і функціонувала до початку Другої світової війни.
1944 року, здебільшого під час Варшавського повстання, вулиця Беднарська була частково зруйнована. Але за війни вона постраждала чи не найменше з усього Старого Міста — повністю знищено було лише три кам'яниці (№ 13, 18 і 29). Втім, всупереч планам відбудови, до 1949 року більшість пошкоджених, але вцілілих і історично цінних будівель все рівно було розібрано, і з часом відновили лише декілька з них. У 1965 всю вулицю, як пам'ятку міської забудови, було внесено до реєстру пам'яток, що охороняються законом (реєстраційний № 5 від 1 липня 1965).
Сучасна Беднарська — це тиха, вимощена бруківкою вуличка, з одностороннім рухом і без жодного світлофора.

## Пам'ятки
На вулиці Бедарській розташовані архітектурні пам'ятки:
- Лазня Теодозії Маєвської (№ 2/4) — збудована у 1832–1835 роках, за проектом Альфонса Кропивницького, на замовлення родини комерсанта Станіслава Маєвського. Воду для лазні брали з Вісли, очищували за допомогою фільтрів. Клієнти мали можливість приймати трав'яні, сірчані та залізні ванни. За часів існування мосту, тут також розміщувалася каса для оплати переправи. Під час повоєнної відбудови було відновлено фасад будинку, але саму будівлю повністю перебудовано. Тривалий час у ній розміщувався центр ідеологічного навчання Польської об'єднаної робітничої партії[8], у період 1989–2013 рр. — загальноосвітній ліцей «Беднарська», наразі — факультет журналістики та політології Варшавського університету та радіостанція «Кампус»[2]. У грудні 2012 затверджено проект розбудови та реконструкції всієї ділянки на Беднарській № 2/4, який, зокрема, передбачає також і ремонт самої будівлі лазні[15].
- Кам'яниця № 14 — збудована у 1830–1831 роках, за проектом Антоніо Корацці. Пошкоджена під час Другої світової війни, відновлена у 1949.
- Кам'яниця № 21 — збудована у 1827 році. Пошкоджена під час Другої світової війни, відновлена у 1949.
- Кам'яниця № 23 — збудована у 1770 році, перебудовувалася у 1884. Пошкоджена під час Другої світової війни, відновлена у 1949.
- Кам'яниця № 24 — збудована у першій половині XIX століття. Пошкоджена під час Другої світової війни, відновлена у 1949.
- Кам'яниця Валушинських (№ 25) — збудована у 1859–1860 роках, оновлена у 1949.
- Кам'яниця № 26 — збудована у першій половині XIX століття. Пошкоджена під час Другої світової війни, відновлена у 1949.
- Будинок Гая (№ 28/30) — збудований у 1840 році. Знищений під час Другої світової війни, у 1949–1950 рр. відбудований зі змінами, але із збереженням історичних фасадів.

## Історичні та туристичні місця
- Апартаменти «Олімпія»
- Готель «P&O Apartments»
- Ресторан «Кіліманджаро»

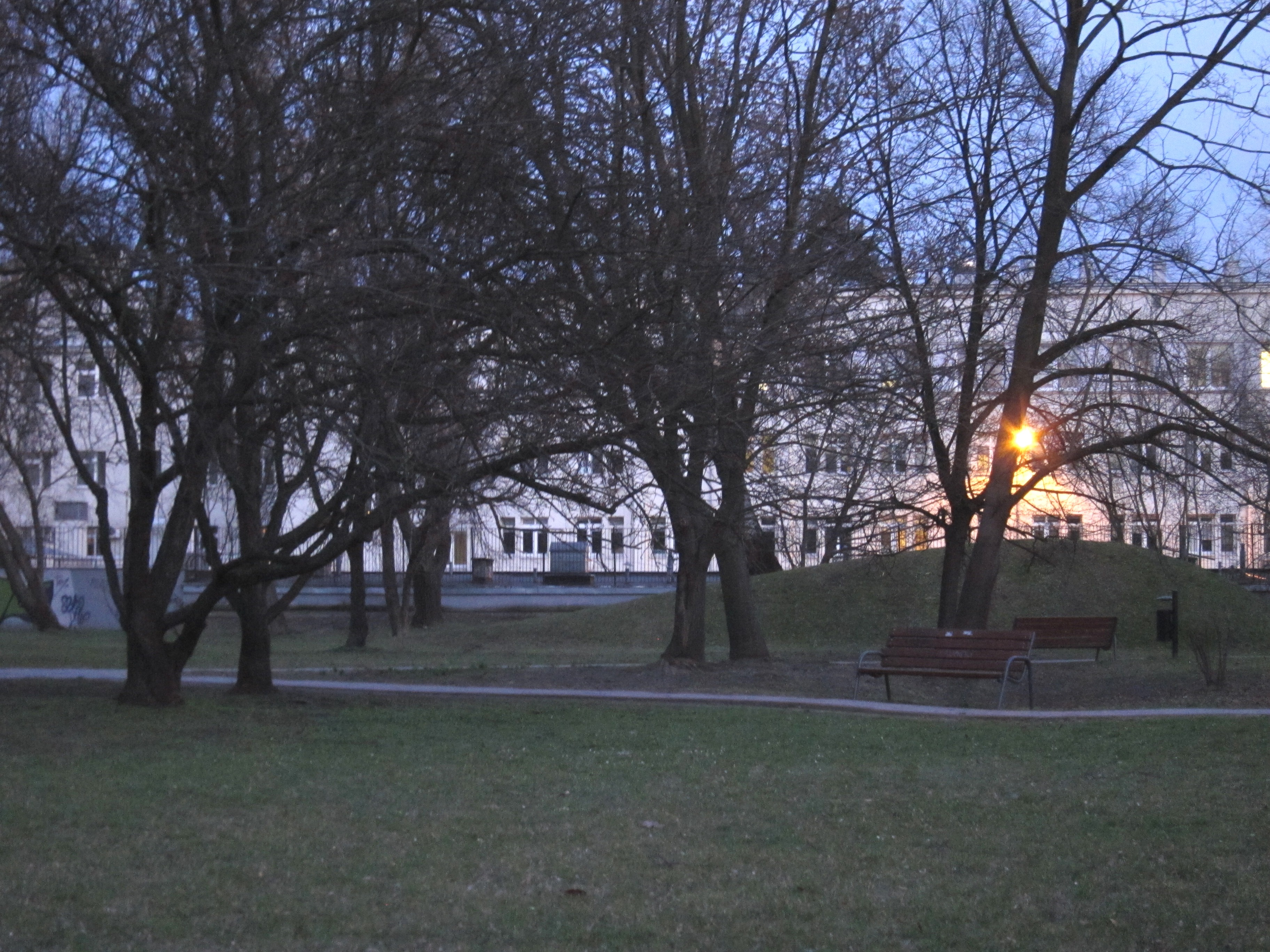
Сквер радіо-родини Матисякових

- Ресторан «Пирогарня на Беднарській»
- Ресторан «Під Ретманем»
- Сквер радіо-родини Матисякових

## Установи
- Факультет журналістики та політології Варшавського університету
- Музична школа ім. Ф. Шопена
- Радіостанція «Кампус»
- Католицька асоціація польських лікарів
- Приватна лікарня «Med-Centrum»
- Книгарня «Світ музики»

## Галерея

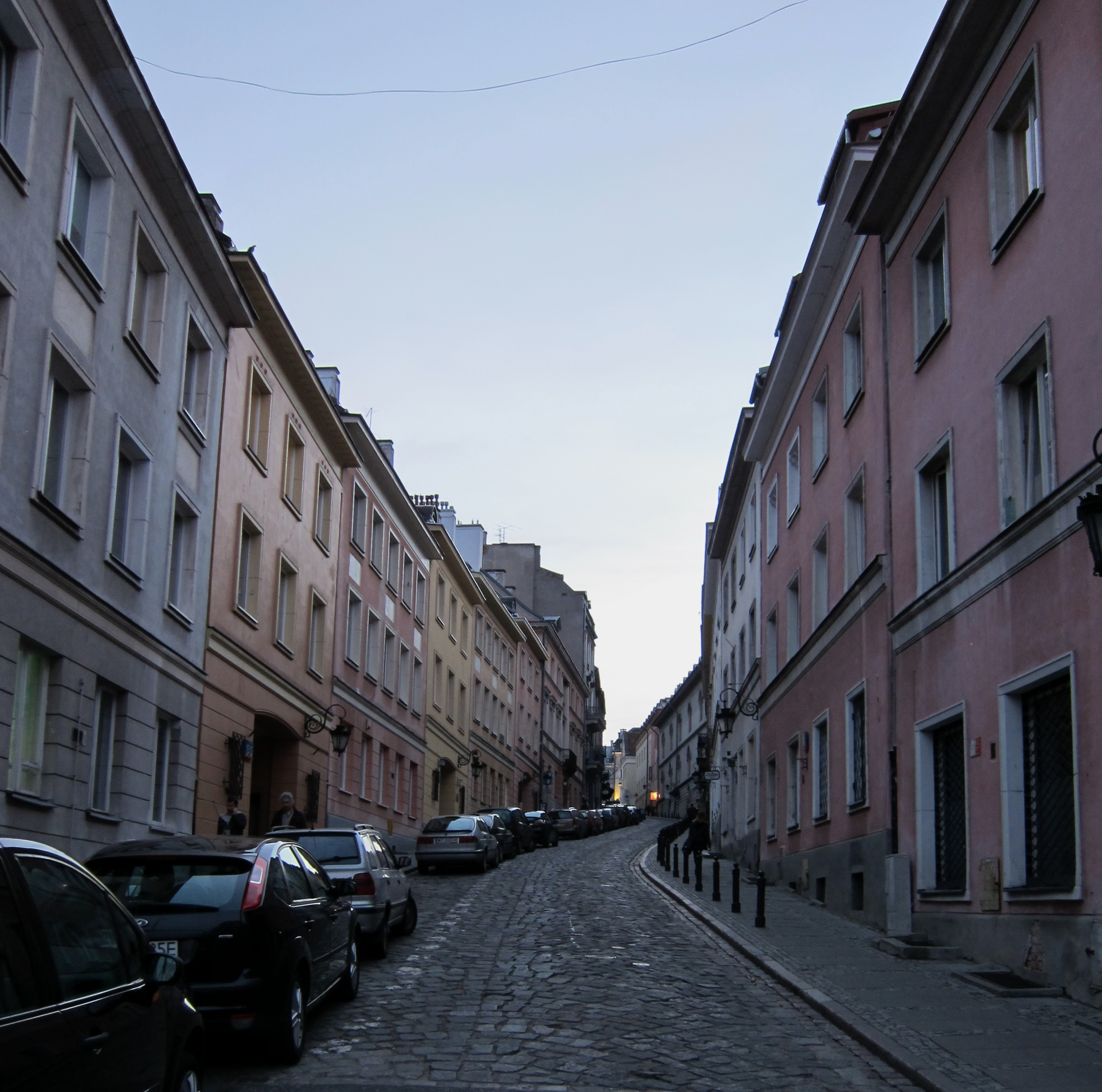
Загальний вигляд вулиці від перехрестя з Совиною та Фурманською
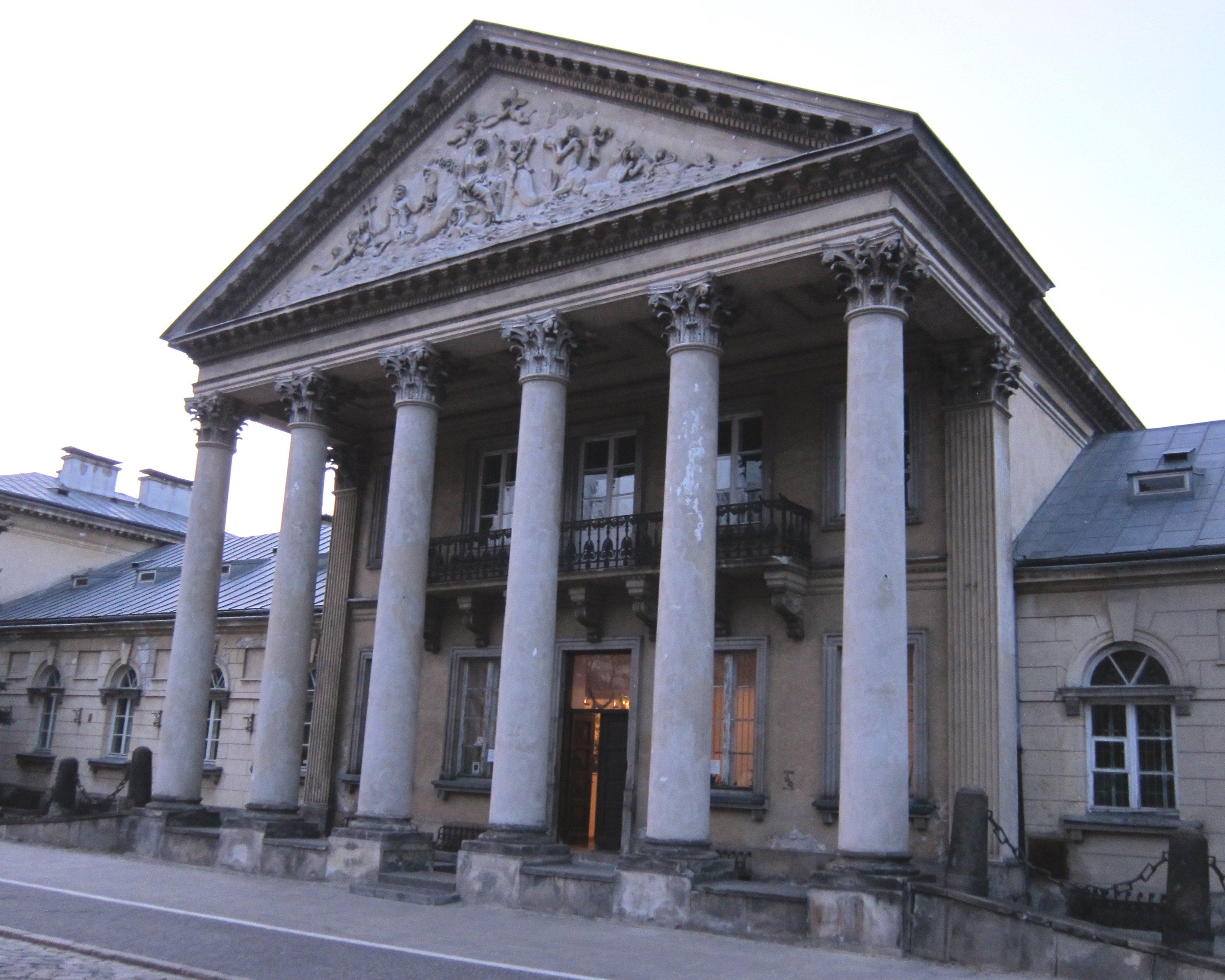
Колишня лазня Теодозії Маєвської на Беднарській № 2/4
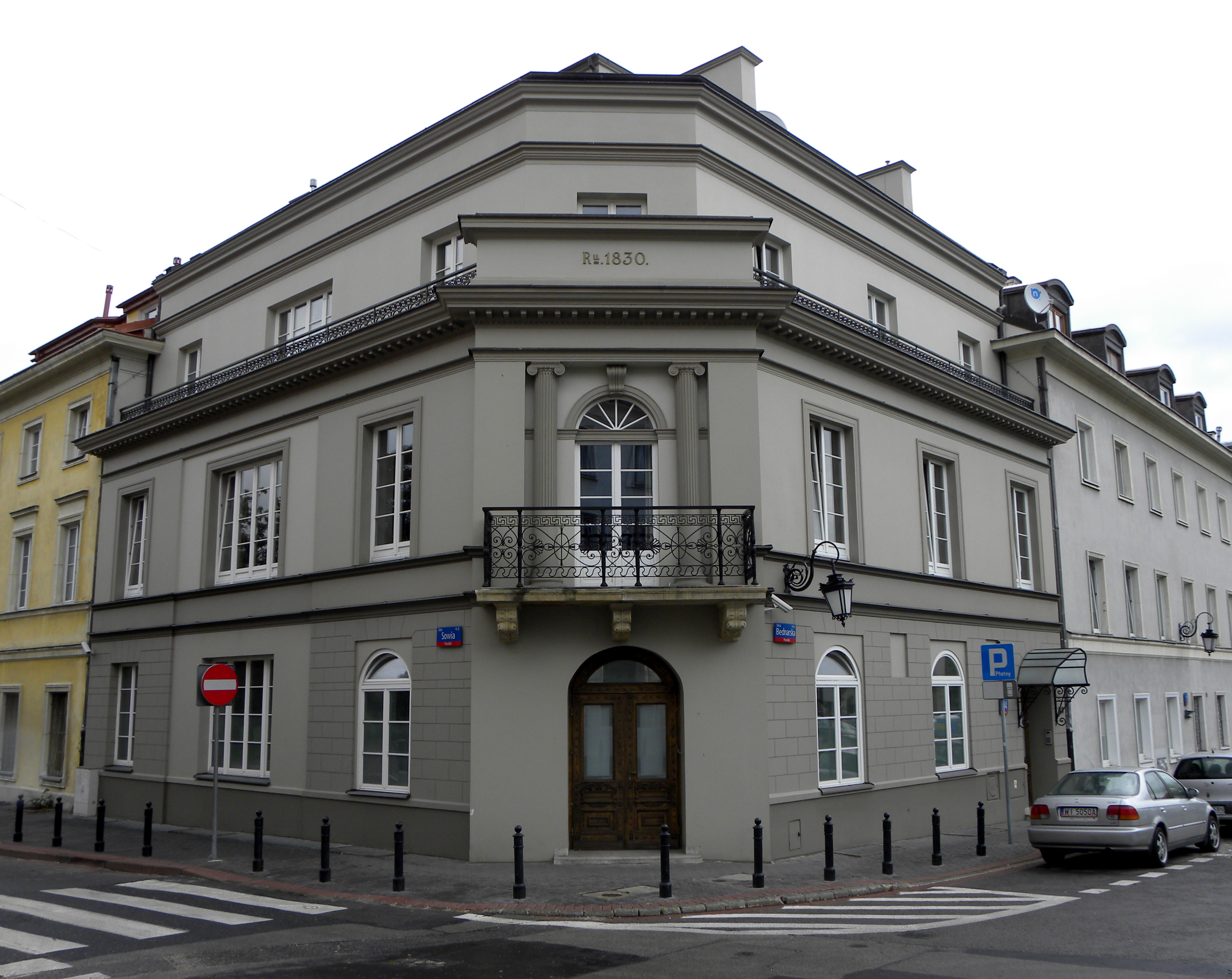
Кам'яниця № 14
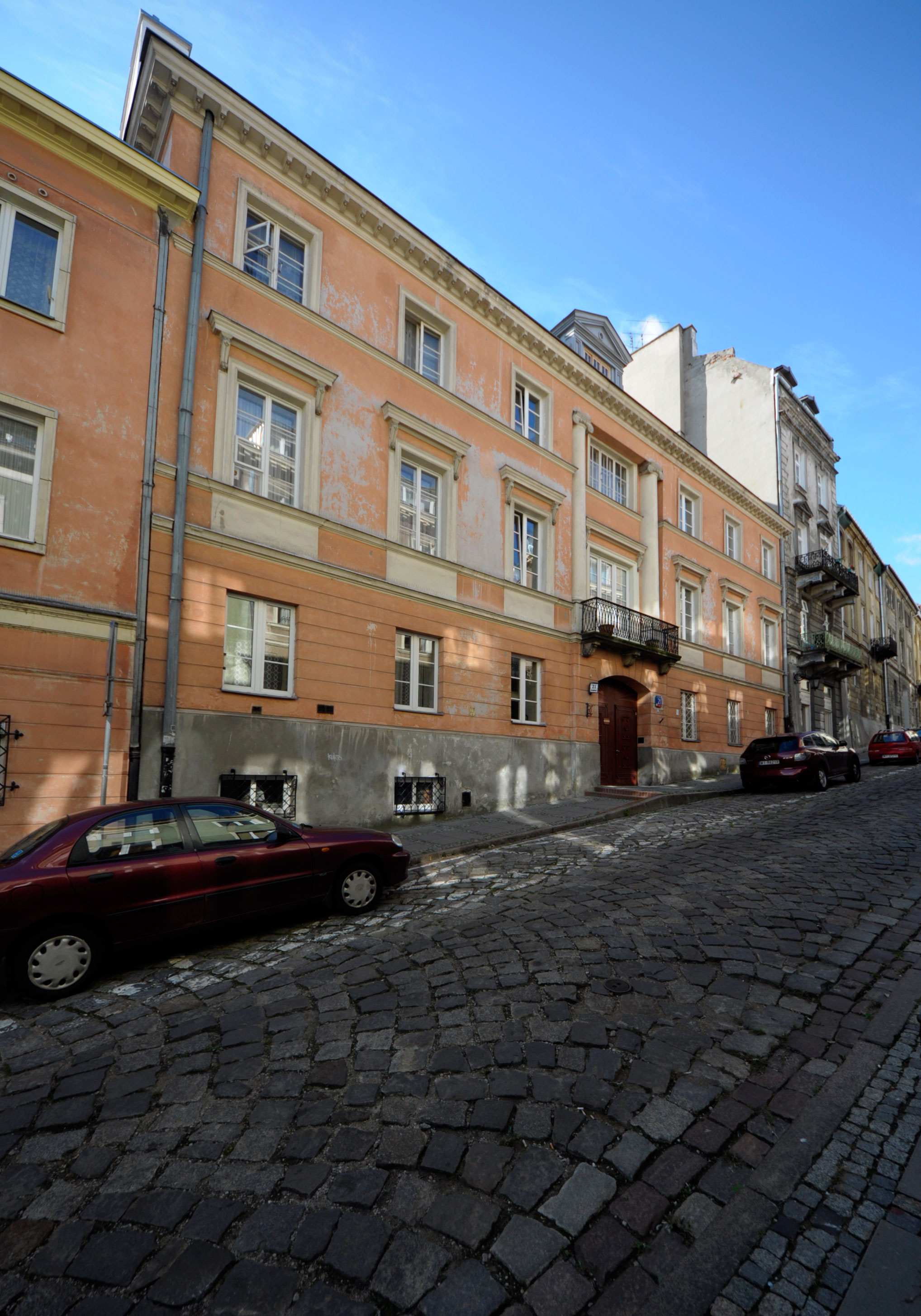
Кам'яниця № 21
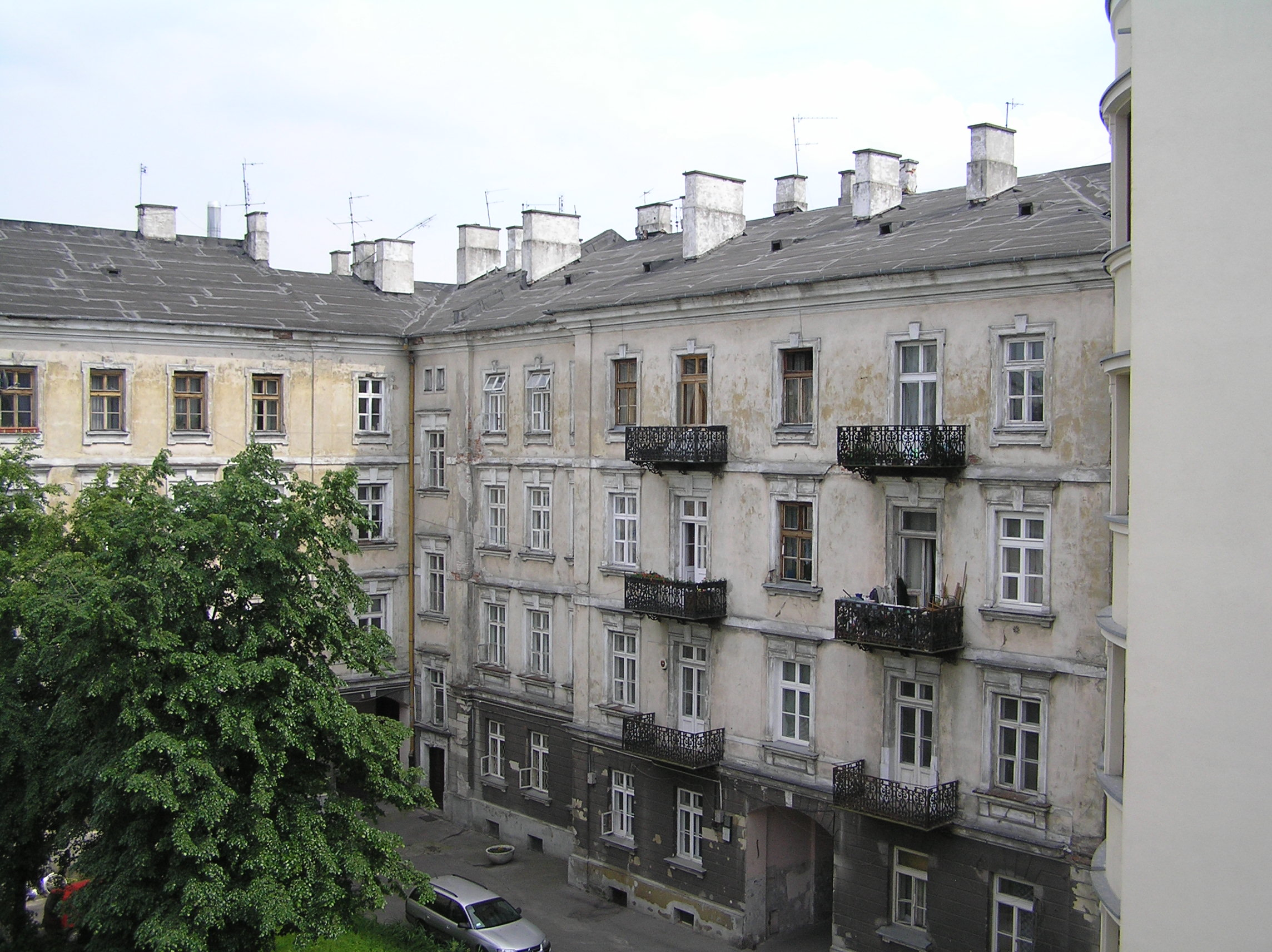
Внутрішній двір кам'яниці № 23
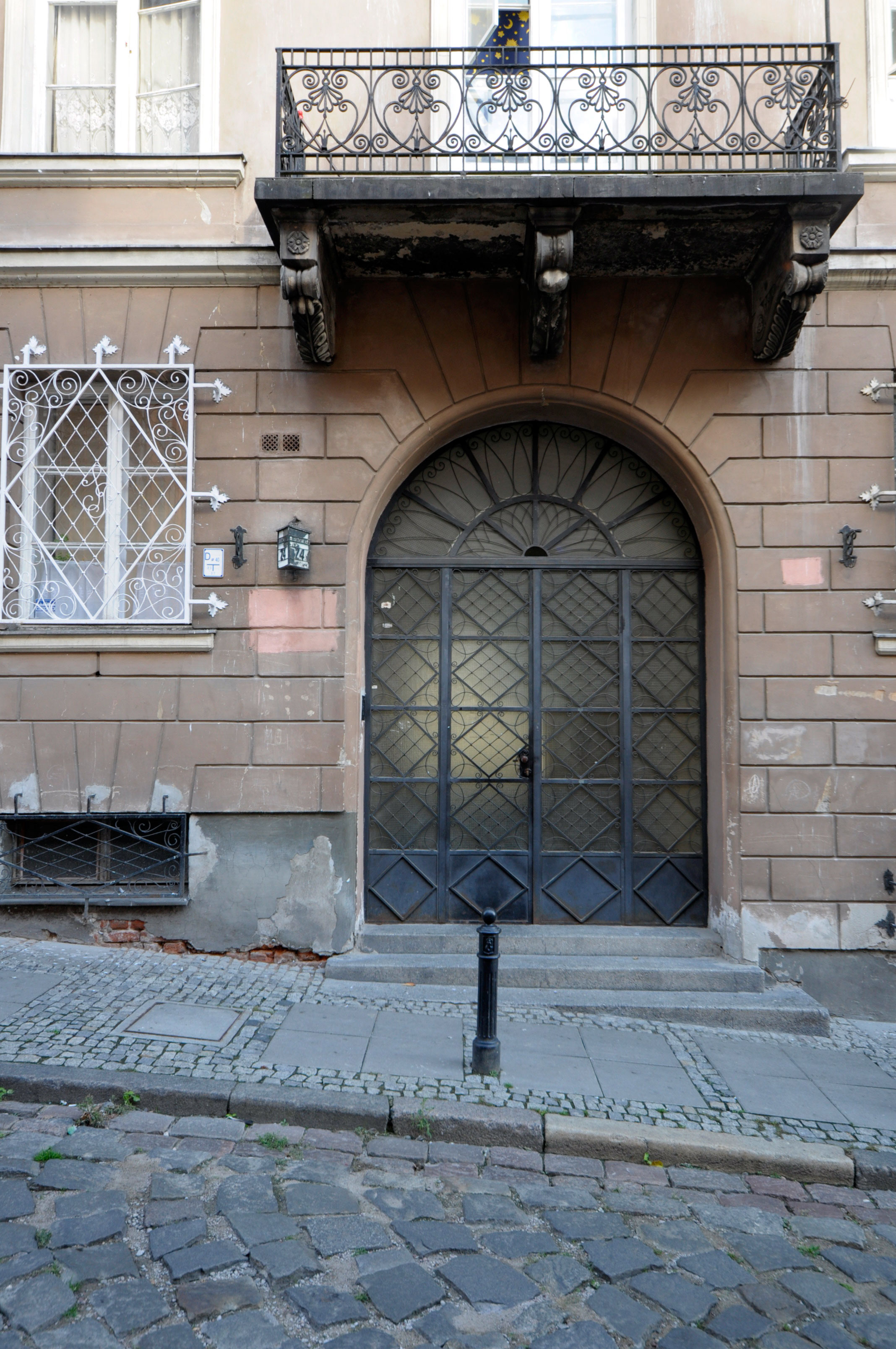
Кам'яниця № 24
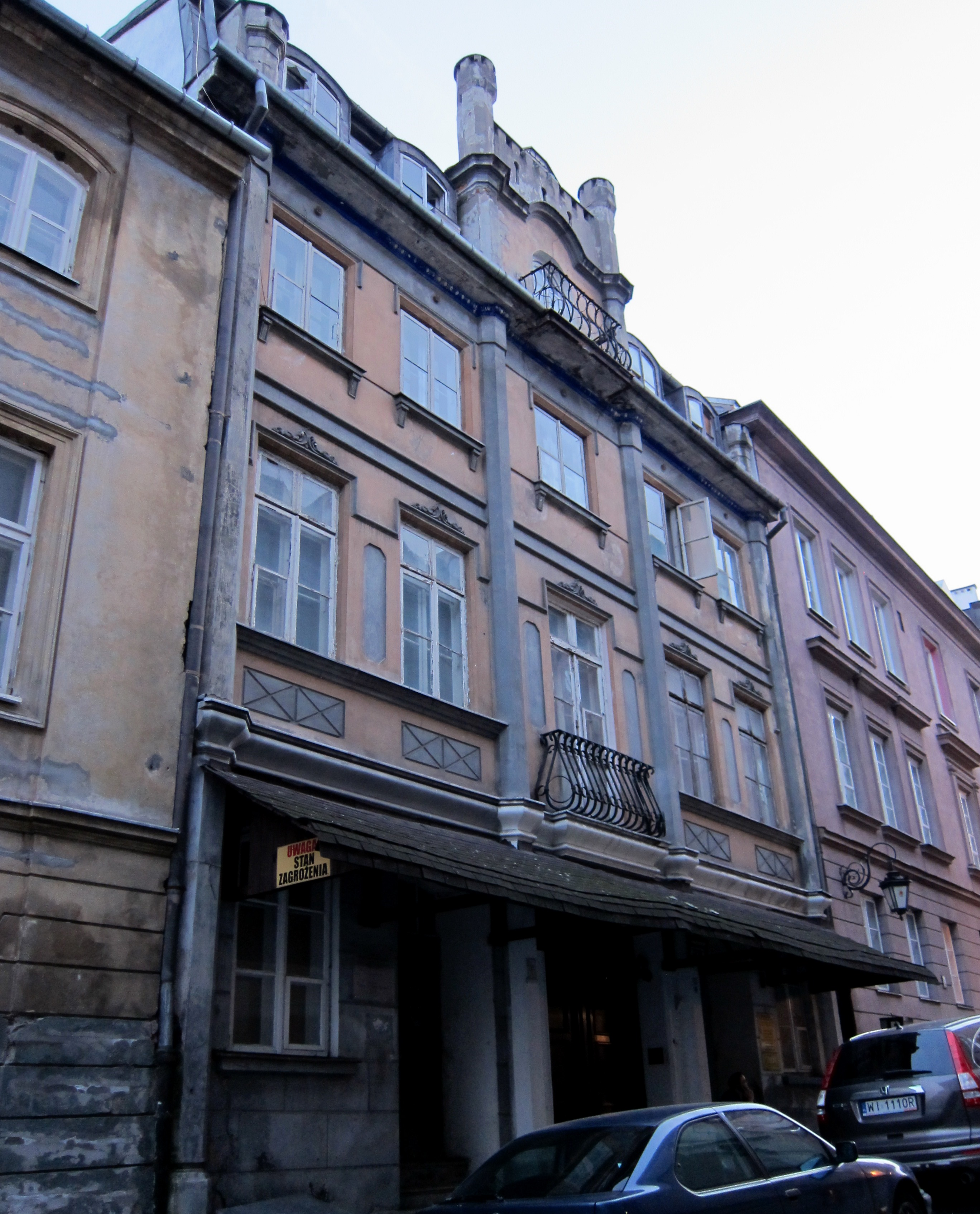
Кам'яниця Валушинських № 25
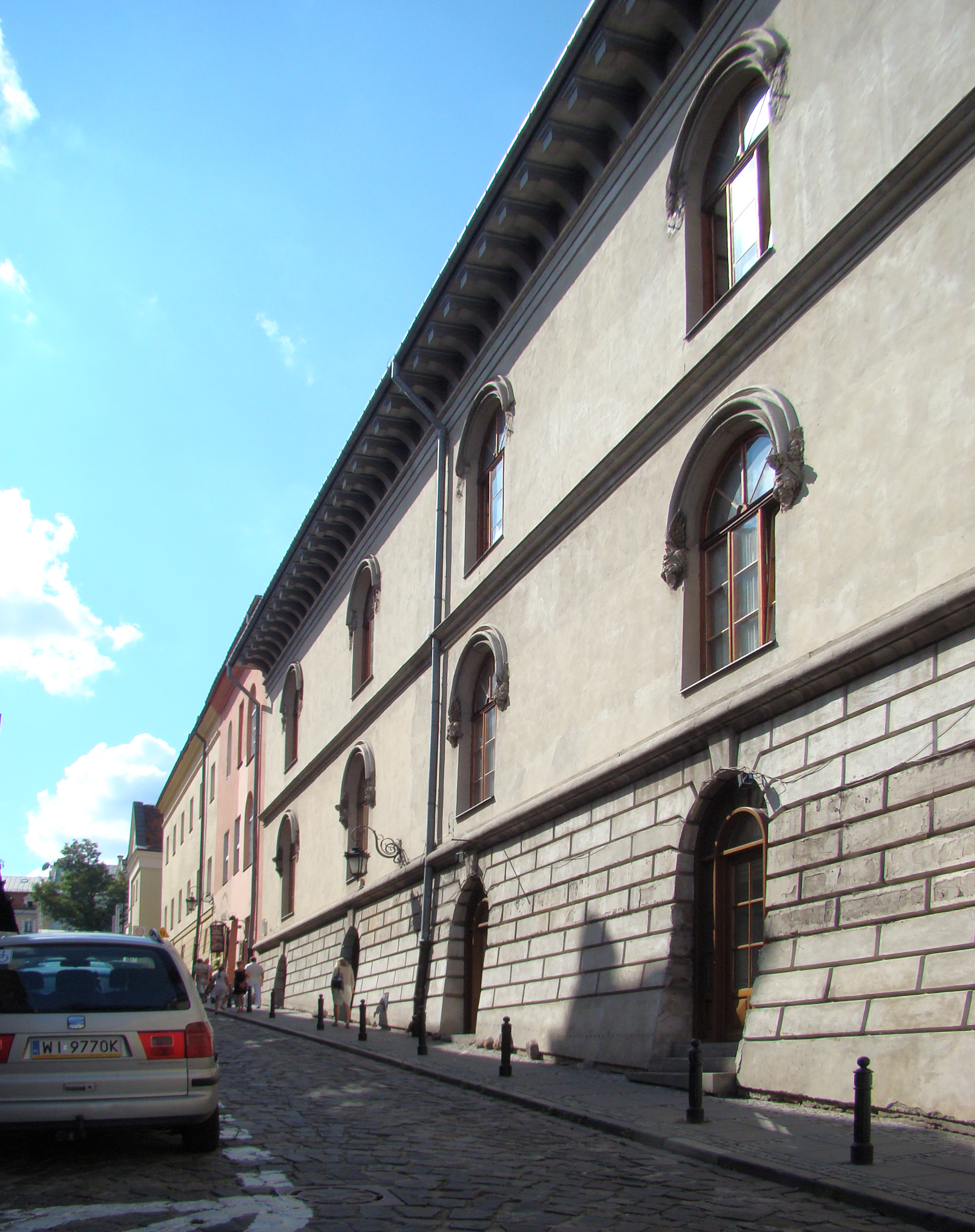
Кам'яниця № 26